# Оберхользер, Гарри
Гарри Черч Оберхользер (1870—1963) — американский орнитолог, Ph.D. (с 1916).

## Биография
Родился в Бруклине, штат Нью-Йорк. Учился в Колумбийском университете. Получил академическую степень в Университете Джорджа Вашингтона. В 1914 году женился. Автор статей и книг.

## Вклад в науку и память
В 1905 году описал большеклювую камышовку.
Вид птиц Empidonax oberholseri был назван в его честь.

## Книги
- The Bird Life of Texas (1974) ISBN 0-292-70711-8
- Birds of Mt. Kilimanjaro (1905)
- Birds of the Anamba Islands (1917)
- The Bird Life of Louisiana (1938)
- When Passenger Pigeons Flew in the Killbuck Valley (1999) ISBN 1-888683-96-1
- Critical notes on the subspecies of the spotted owl (1915) doi:10.5479/si.00963801.49-2106.251
- The birds of the Tambelan Islands, South China Sea (1919) doi:10.5479/si.00963801.55-2262.129
- The great plains waterfowl breeding grounds and their protection (1918)